# 中国毒理学会
中国毒理学会是中华人民共和国毒理学工作者组成的群众性学术团体，是中国科学技术协会主管的社会团体，挂靠单位为中国人民解放军军事医学科学院，1993年12月成立。